# أل شير بلاي
سامسونج لينك (بالإنجليزية: Samsung Link)‏ والذي كان يدعى سابقا أل شير بلاي (بالإنجليزية: AllShare Play)‏ هو تطبيق من سامسونج يمكِّنك من عرض الصور و الفيديوهات من هاتفك المحمول إلى حاسوبك المحمول أو شاشتك سواءً لاسلكياً أو عن طريق كيبل و التطبيق يمكنك أيضاً من عرض الصور و الفيديوهات بطريقة سحابية و يمكنك أيضاً من نقل الملفات تلقائياً عن طريق اختيار التحميل التلقائي من الضبط وهذا التطبيق لأجهزة الجالكسي فقط وهو داعم للغات كثيرة قوس (ترقيم) منها : العربية و الإنجليزية و الفرنسية ...إلخ قوس (ترقيم)